# Pfarrkirche Embach

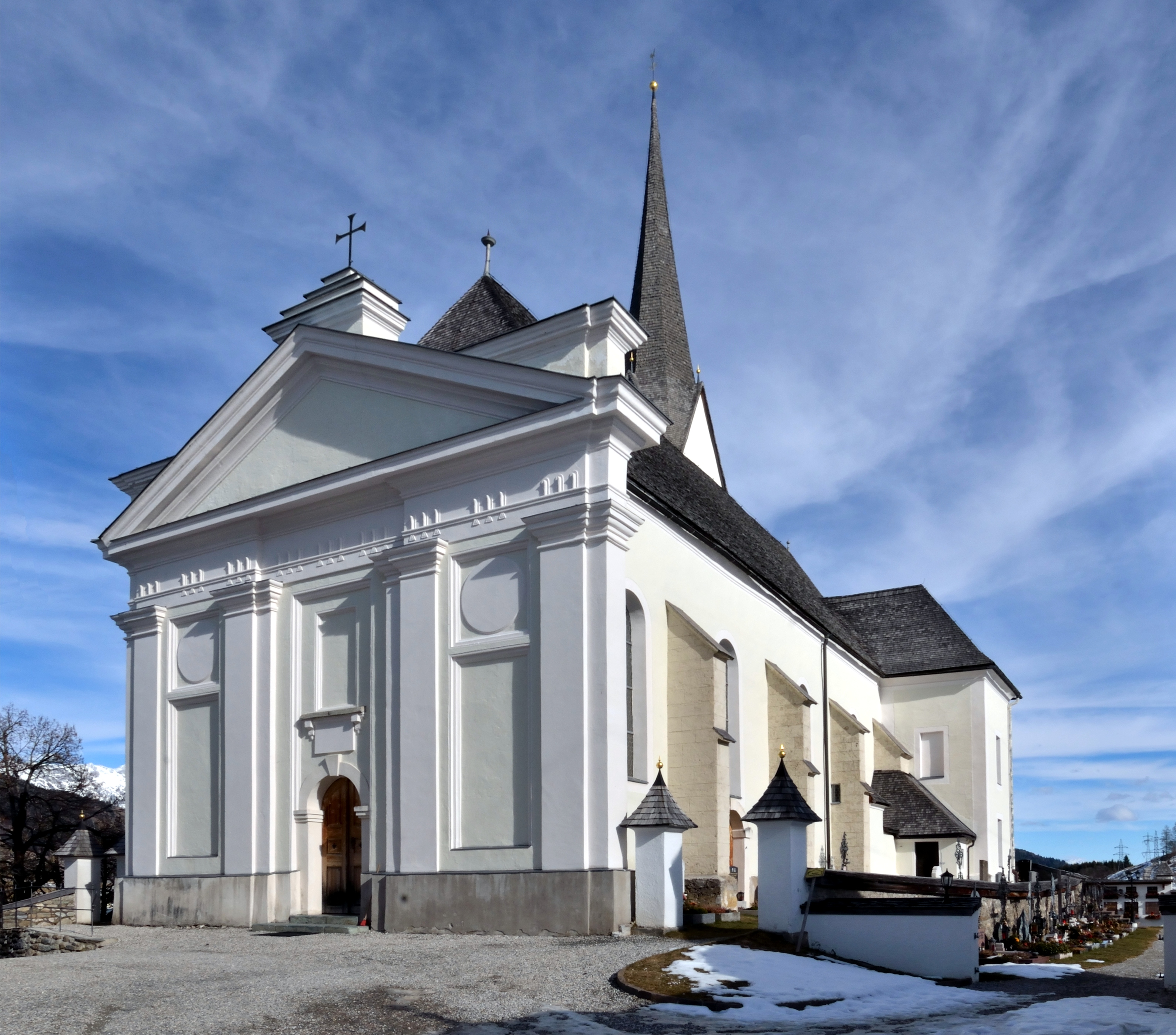
Katholische Pfarrkirche hl. Laurentius in Embach

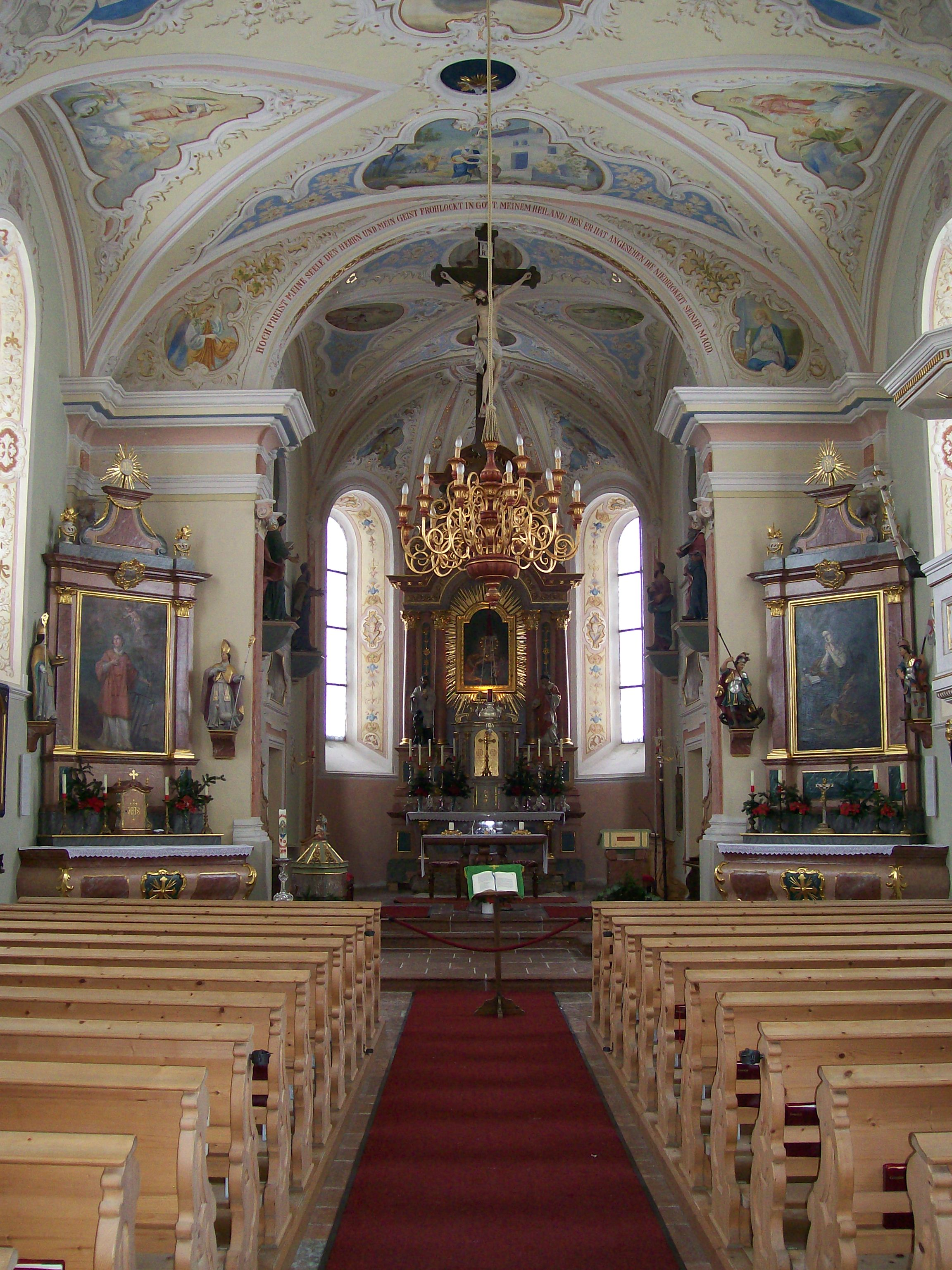
Langhaus, Blick zum Chor

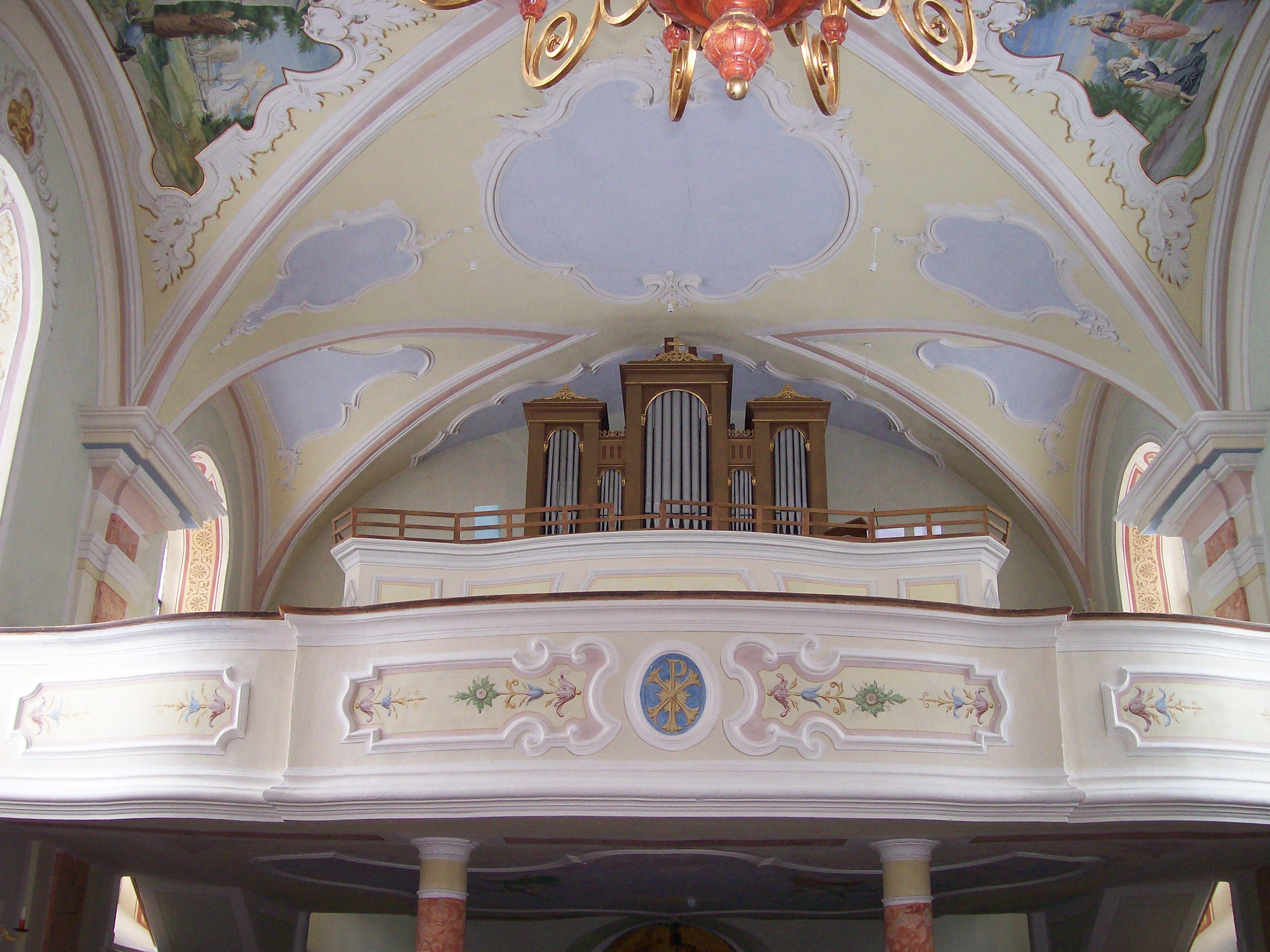
Langhaus, Blick zur Orgel

Die römisch-katholische Pfarrkirche Embach steht auf einer Anhöhe südlich der Ortschaft Embach in der Gemeinde Lend im Bezirk Zell am See im Land Salzburg. Die dem Patrozinium des Heiligen Laurentius von Rom unterstellte Pfarrkirche gehört zum Dekanat Taxenbach in der Erzdiözese Salzburg. Die Kirche und der Friedhof stehen unter Denkmalschutz (Listeneintrag).

## Geschichte
Urkundlich wurde 1344 eine Kirche genannt. 1508 war eine Kirchweihe. Von 1784 bis 1786 wurde durch den Baumeister Louis Grenier das Langhaus erweitert und die neue Westfront erbaut. 1968 erfolgte eine Außenrestaurierung.
Die Pfarre wurde 1813 gegründet.

## Architektur
Der einschiffige Kirchenbau, im Kern gotisch, mit einem gotischen Nordturm und einer klassizistischen Westfassade, ist von einem Friedhof umgeben.
Das Kirchenäußere zeigt ein Langhaus unter einem Walmdach, im Süden und Norden mit einem Sockel und zweifach abgestuften gotischen Strebepfeilern, im zweiten Joch befindet sich beidseits jeweils ein Rundbogenportal aus dem 18. Jahrhundert, am nördlichen vierten Joch ist eine kleine Kapelle mit einer Segmentbogenöffnung angebaut. Der Chor schließt mit einem polygonalen Schluss. Im Norden des Chores steht der gotische Turm mit einer horizontalen Putzbändergliederung der Fassade, die Schallfenster sind rundbogig, er trägt einen Spitzgiebelhelm. Im Süden des Chores steht ein zweigeschoßiger Sakristeianbau. Die Fenster im Langhaus und Chor sind rundbogig. Die klassizistische Westfront ist eine dem Langhaus vorgeblendete Fassade, über der Sockelzone zeigt sich eine Doppelpilastergliederung mit einem Triglyphenfries, darüber mit einem vorgeblendeten Dreieckgiebel und darüber hinaus mit einem erhöhten Mittelteil und einem bekrönenden Kreuz, zwischen den Pilastern befinden sich vertiefte Felder und in der Mitte das rundbogige Hauptportal.
Das Kircheninnere zeigt ein Langhaus unter einer flachbogigen Stichkappentonne auf einer Doppelpilastergliederung. Die zweigeschoßige Westempore hat eine geschwungene barocke Brüstung. Der Triumphbogen ist rundbogig, die Apsis ist eingezogen, das Chorjoch ist kreuzgratgewölbt, über den seitlichen Türen befinden sich Bilder Anbetung der Könige und Geburt Christi aus dem 18. Jahrhundert, südlich im Chor befindet sich ein rundbogiges Oratoriumsfenster. Die Sakristei hat barocke Stuckspiegel.
Die Deckenmalereien zeigen Szenen aus dem Marienleben und die Vier Kirchenväter vom Maler Virgil Groder 1903.

## Einrichtung
Der Hochaltar aus dem Jahr 1903 hat im Altarblatt das Gnadenbild Maria Elend aus dem 18. Jahrhundert, das 1785 aus Maria Elend hierher übertragen wurde. Der Altaraufsatz enthält eine Figurengruppe der Heiligen Dreifaltigkeit des ehemaligen Hochaltars; sie stammt aus der zweiten Hälfte des 18. Jahrhunderts. Die Statuen auf den Seiten des Hochaltars stellen den hl. Franz Xaver und den hl. Stephanus dar; sie wurden zusammen mit dem Altar 1903 geschaffen.
Die Seitenaltäre entstanden im späten 18. Jahrhundert. Im Altarblatt des linken Seitenaltars ist der hl. Laurentius dargestellt, ein Werk von Franz Streicher aus dem Jahr 1785. Die Konsolfiguren stellen den hl. Nikolaus und den hl. Martin dar, beides Figuren vom Ende des 18. Jahrhunderts. Der rechte Seitenaltar zeigt als Altarblatt die hl. Magdalena, 1861 von Johann Hueber gemalt. Konsolfiguren sind der hl. Georg und der hl. Florian, beide Ende des 18. Jahrhunderts.
Eine Figur des hl. Petrus aus der Zeit um 1760 befindet sich im Dommuseum Salzburg. Die 15 Kreuzwegstationen schuf Franz Xaver Kurz 1785.
Die Orgel baute Albert Mauracher 1887.